# Drnovice (okres Blansko)
Drnovice jsou obec v okrese Blansko v Jihomoravském kraji. Nachází se necelých patnáct kilometrů severozápadně od Blanska a devět kilometrů jihozápadně od Boskovic Žije zde přibližně 1 400 obyvatel.

## Historie
První písemná zmínka o obci pochází z roku 1249. Drnovice také byly jako samostatné panství a sídlil zde rytířský rod z Drnovic, jehož vznik sahá až do 13. století.

## Obyvatelstvo
| Rok            | 1869 | 1880 | 1890 | 1900 | 1910 | 1921 | 1930 | 1950 | 1961 | 1970 | 1980  | 1991  | 2001  | 2011  | 2021  |
| -------------- | ---- | ---- | ---- | ---- | ---- | ---- | ---- | ---- | ---- | ---- | ----- | ----- | ----- | ----- | ----- |
| Počet obyvatel | 748  | 776  | 759  | 782  | 801  | 824  | 876  | 858  | 921  | 951  | 1 048 | 1 082 | 1 123 | 1 207 | 1 321 |
| Počet domů     | 99   | 100  | 101  | 100  | 116  | 120  | 148  | 176  | 183  | 188  | 220   | 275   | 302   | 364   | 401   |

## Obecní symboly
Znak a vlajka byly obci uděleny rozhodnutím předsedy Poslanecké sněmovny Parlamentu České republiky dne 11. května 2001.

## Pamětihodnosti
- Kostel Nejsvětější Trojice
- Socha svatého Floriána
- Statek, v dřívějších mapách uváděný jako zámek
- budova obecního úřadu pocházející z konce 14. století, dříve sloužící jako tvrz

## Fotogalerie

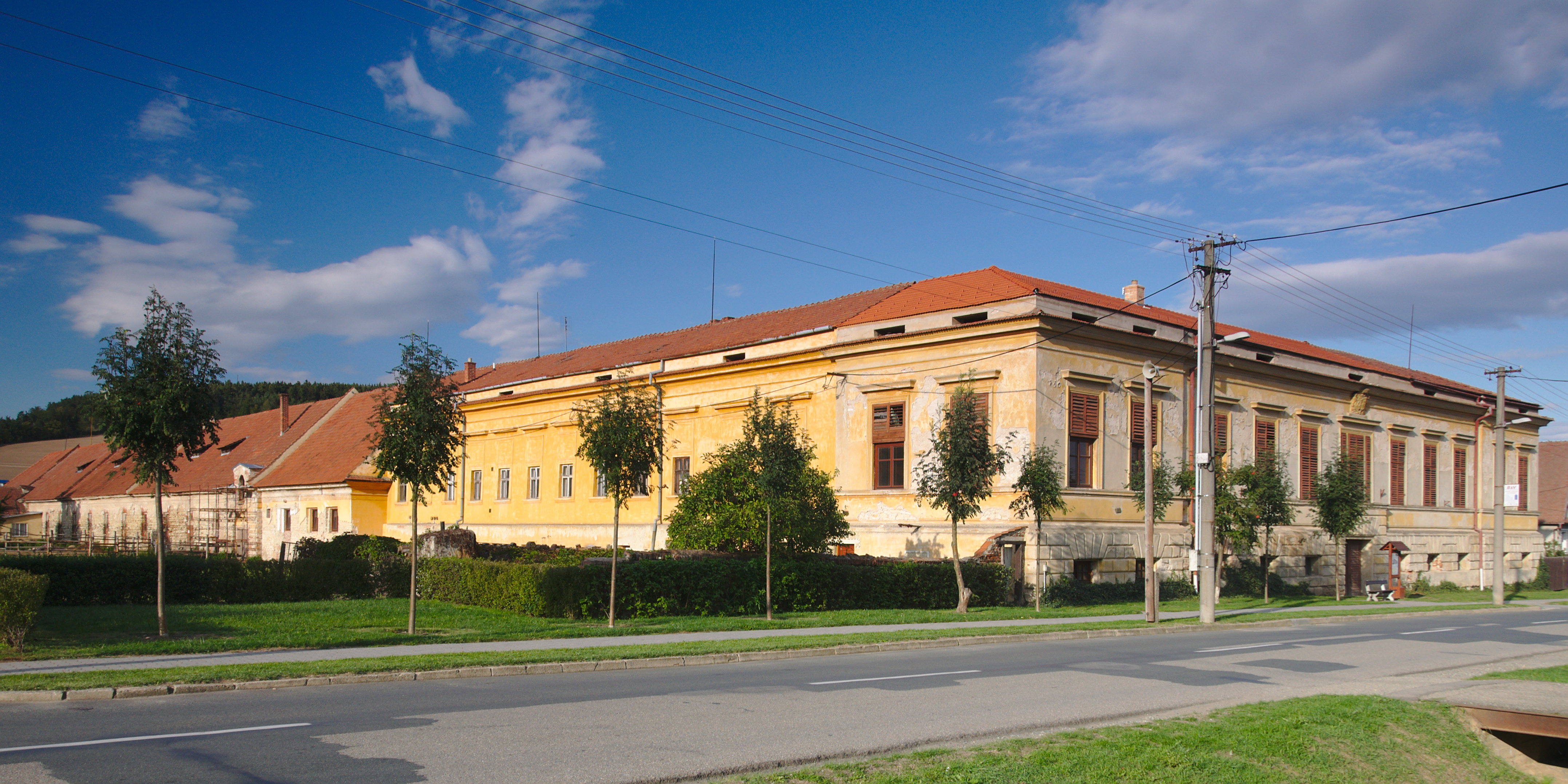
Panský dvůr
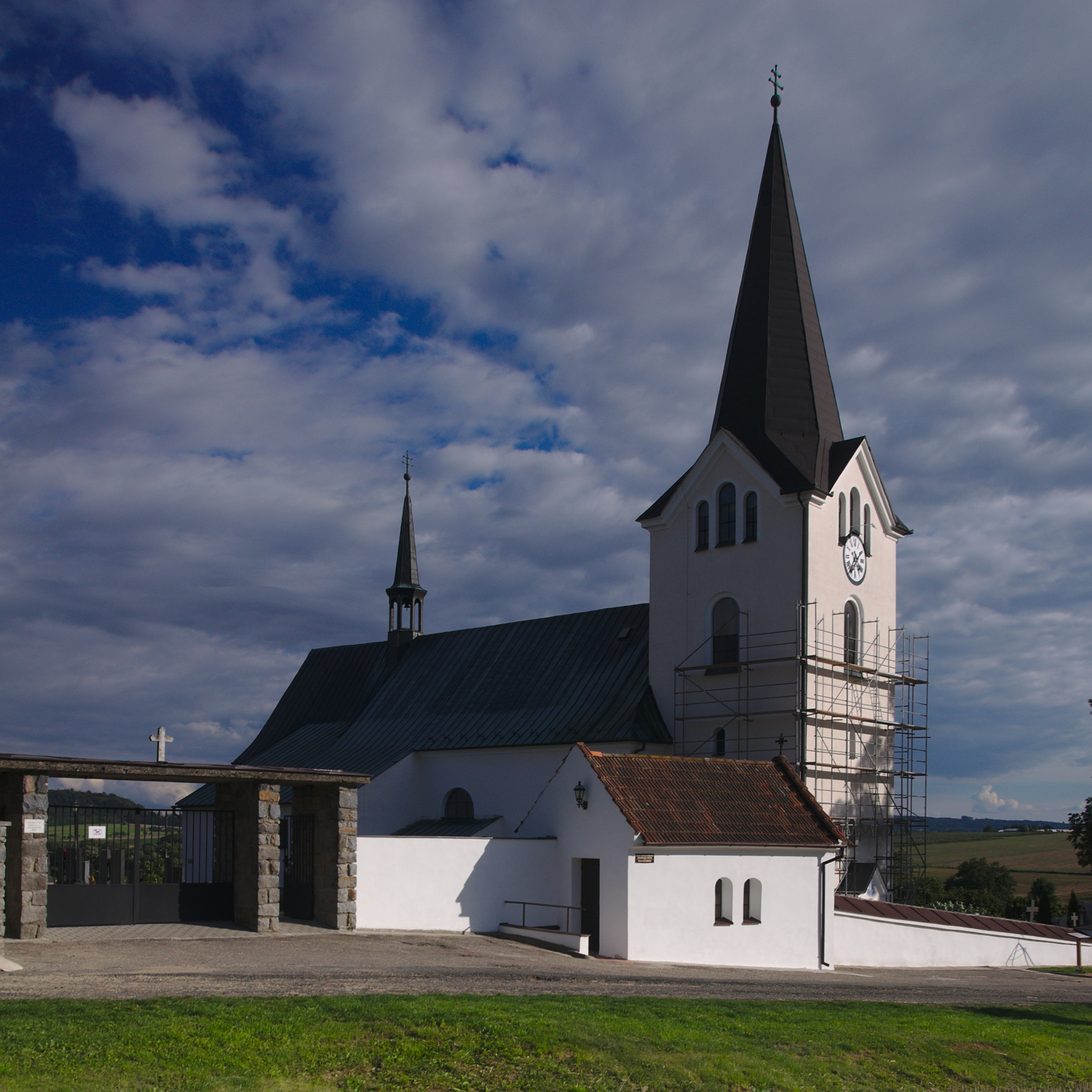
Kostel Nejsvětější Trojice
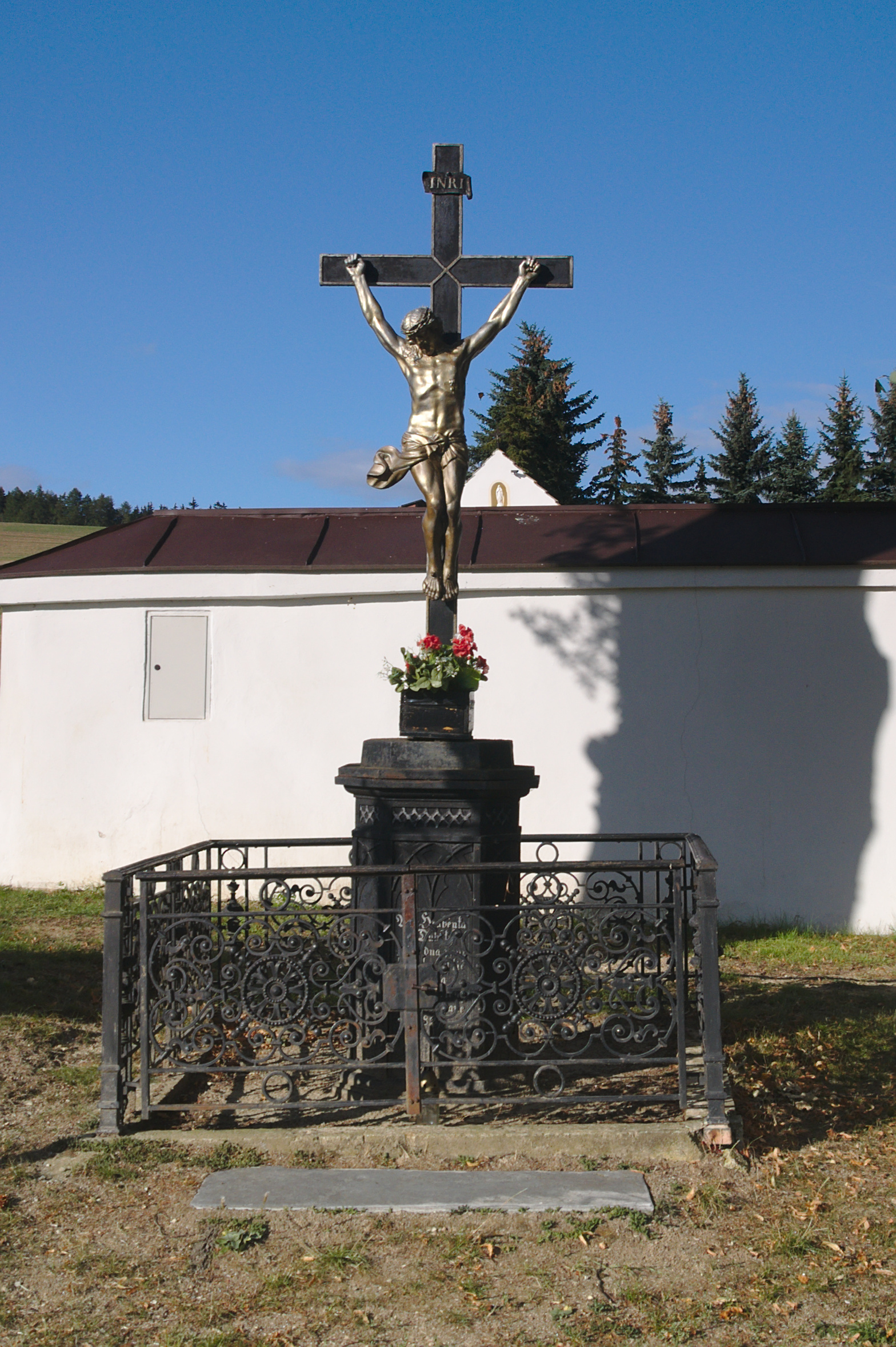
Kříž vedle kostela
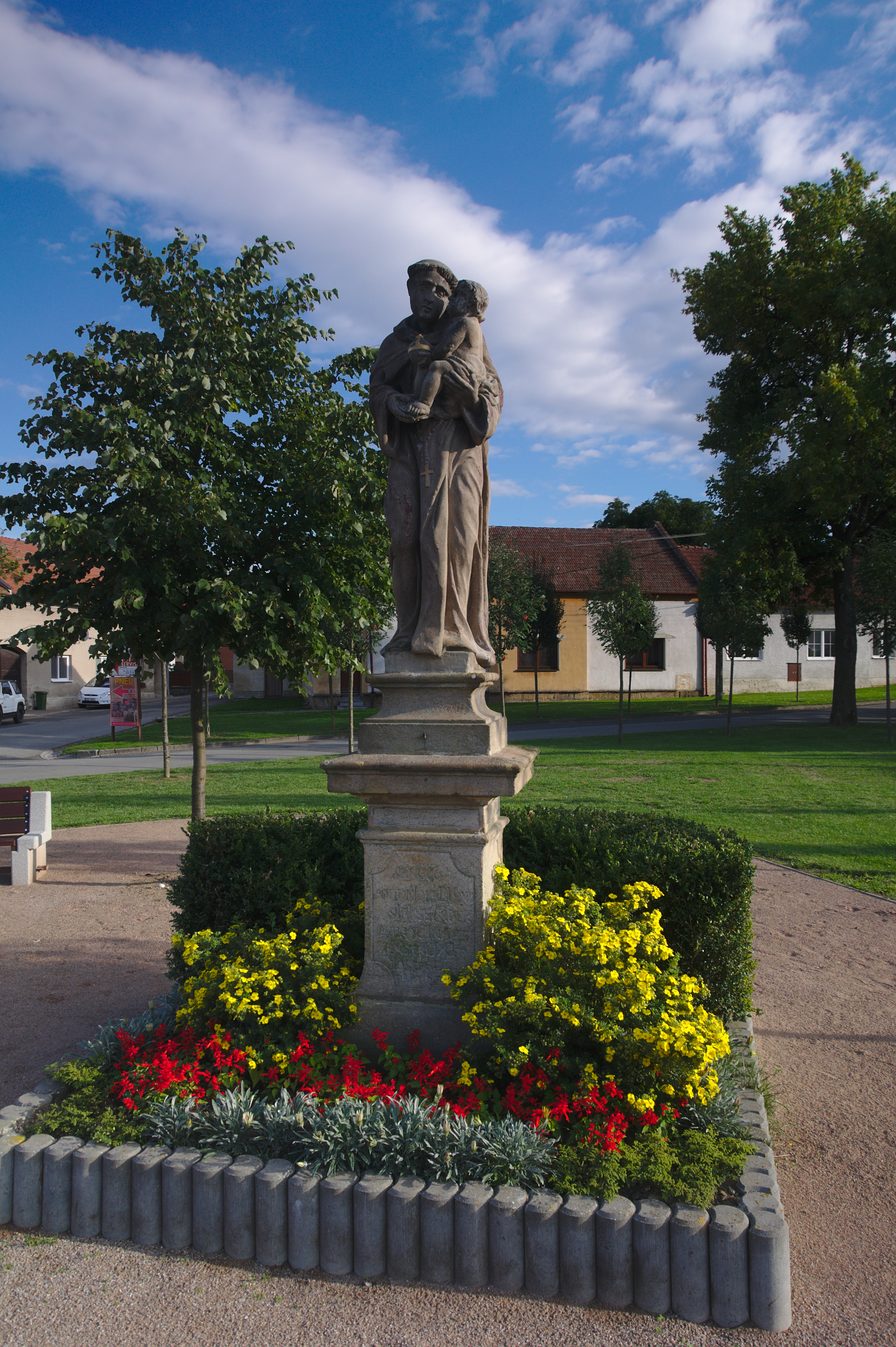
Socha na návsi
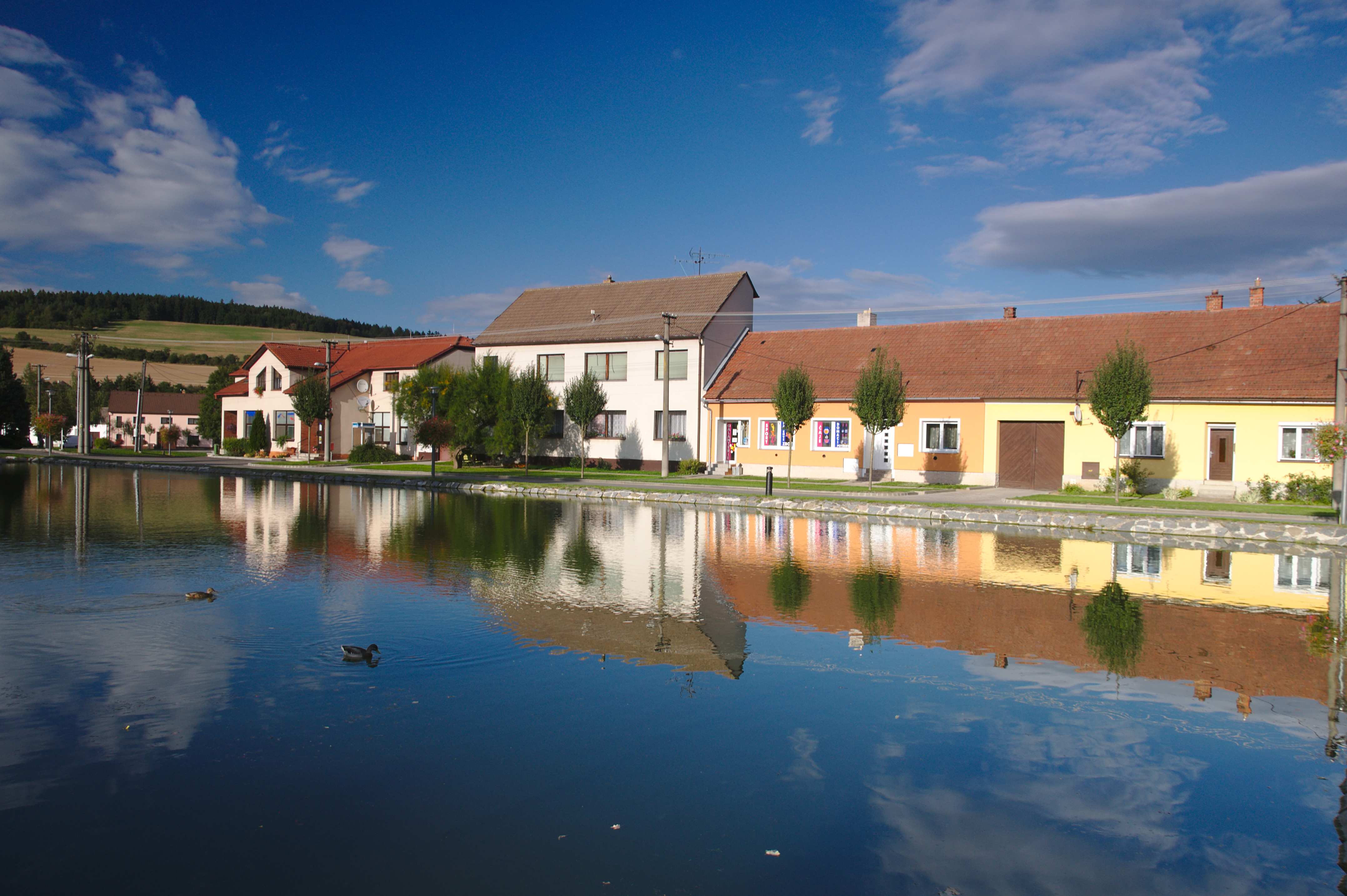
Návesní rybník
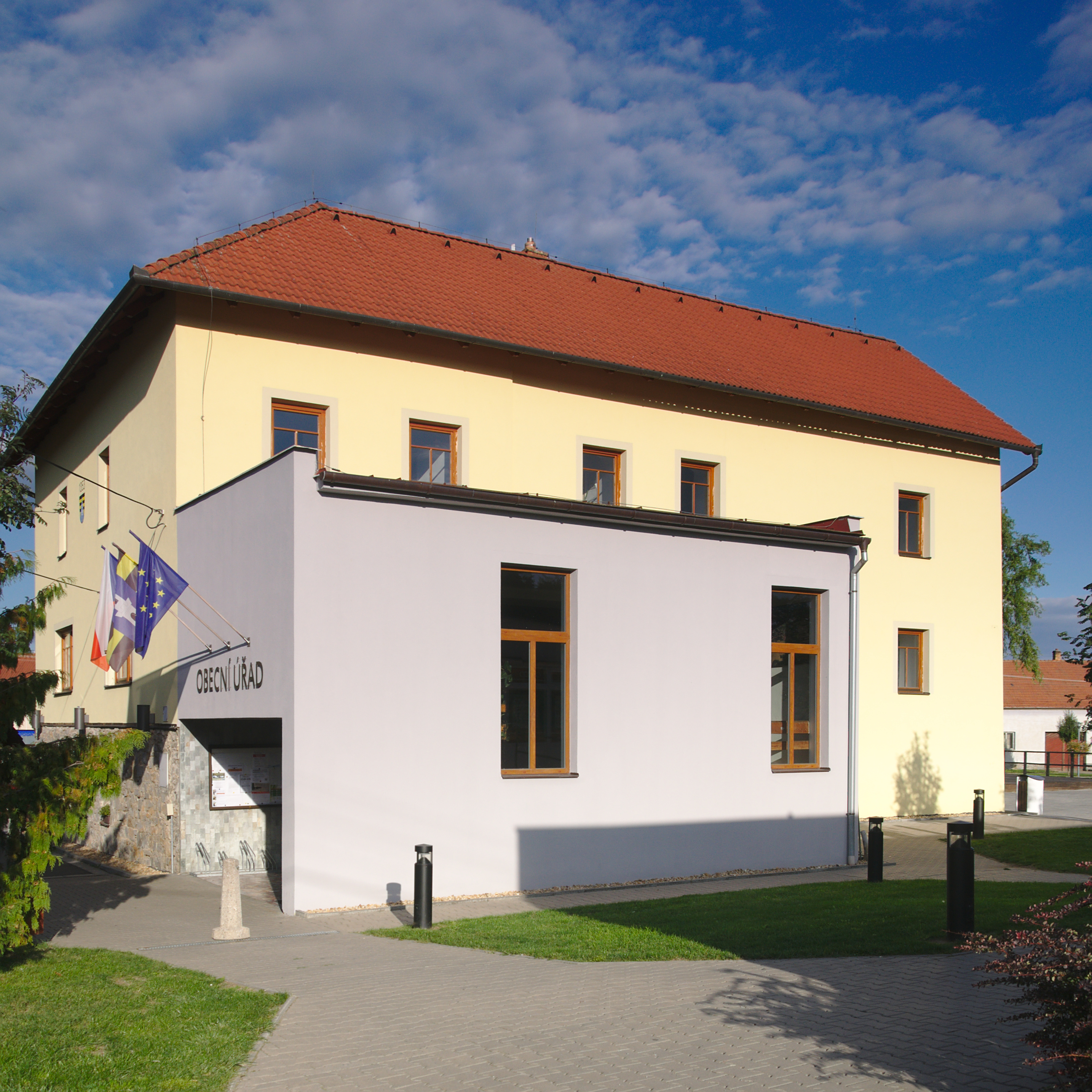
Obecní dům, dřívější tvrz
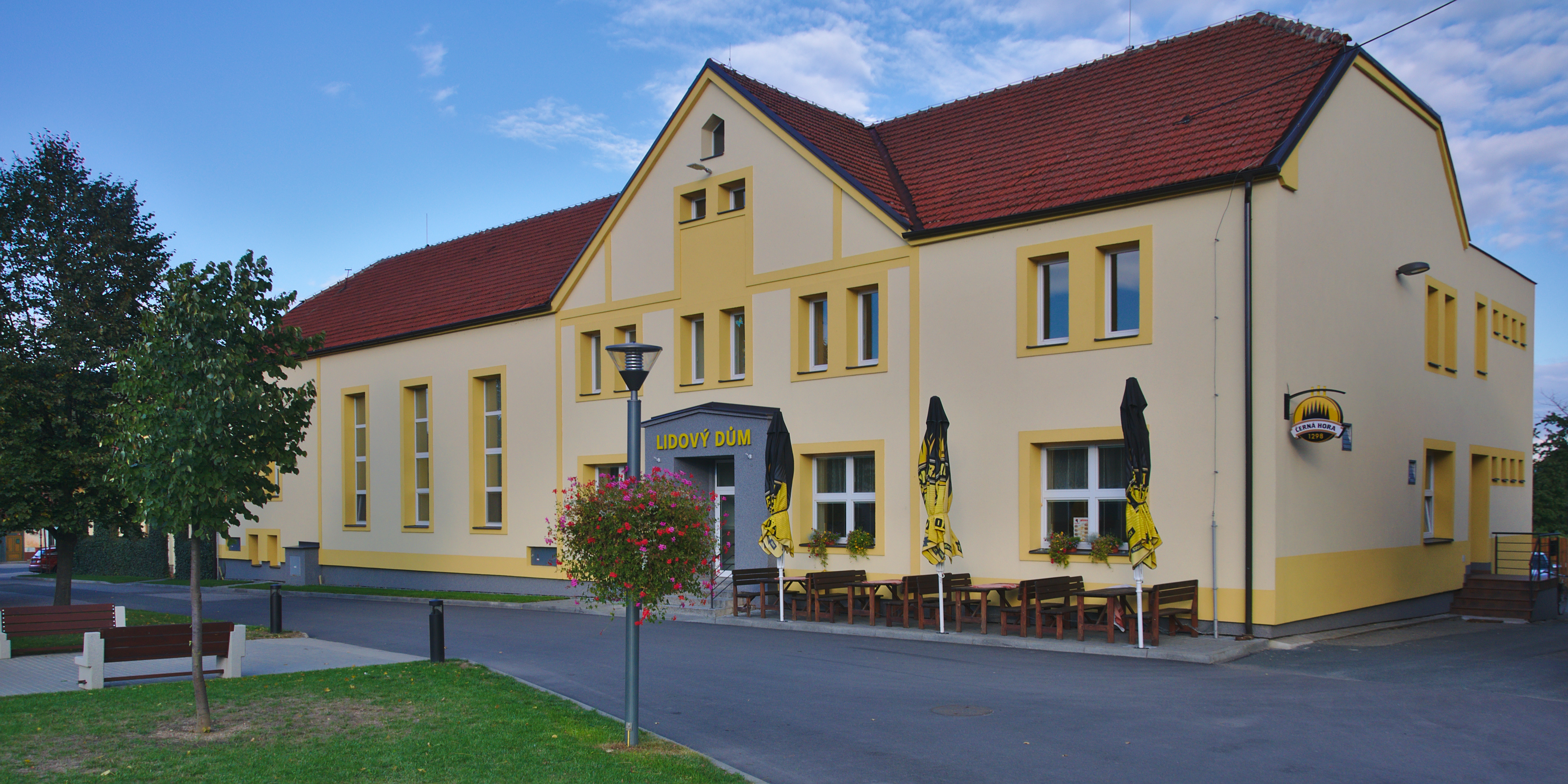
Lidový dům